# Real Women Have Curves
Real Women Have Curves (no Brasil: Mulheres de Verdade Têm Curvas) é um filme norte-americano de drama e comédia de 2002, dirigido por Patricia Cardoso, baseado na peça de mesmo nome de Josefina López, co-autora do roteiro do filme com George LaVoo. O filme é estrelado pela atriz America Ferrera, que ganhou fama em Hollywood, depois de ganhar o Prêmio Especial do Júri de Melhor Atuação no Festival Sundance de Cinema de 2002, também se tornou um ícone pop para muitas jovens, especialmente Latinas, quebrando o padrão de beleza "magra" de Hollywood, durante a década de 2000.

## Enredo
Ana García, de 18 anos, é uma garota latina que luta para realizar seu sonho de ir para a faculdade, mesmo passando por uma situação econômica difícil com sua família. A vontade de Ana querer ir para a faculdade atormenta sua mãe, Carmen, que tem medo de ficar sozinha. Carmen também adora fazer críticas emocionalmente abusivas sobre o peso da filha e seu modo de ser, ela quer que Ana ajude na fábrica de costura da família, administrada pela irmã de Ana, Estela. A fábrica em si está em perigo de fechar, Estela não pode mais pagar o aluguel e seus empregados. Embora Ana tenha que passar dias suados de verão trabalhando na fábrica, contra sua vontade, ela passa suas noites escrevendo seu ensaio para tentar entrar na Universidade de Columbia, e às vezes, escapando para ver seu namorado, Jimmy.
À medida que o verão passa, Ana torna-se uma mulher confiante sobre seu corpo e sua origem, através de experiências com Jimmy e auto-afirmação. Ela desafia os limites culturais e socioeconômicos, em favor de uma vida independente de sua família. Apesar das críticas desanimadoras de sua mãe, Ana ganha apoio de sua irmã, seu pai e seu professor, para buscar sucesso além das fronteiras do leste de Los Angeles.

## Elenco
- America Ferrera como Ana García
- Lupe Ontiveros como Carmen García
- Jorge Cervera Jr. como Raúl García
- Ingrid Oliu como Estela García
- George Lopez como Sr. Guzman
- Brian Sites como Jimmy
- Soledad St. Hilaire como Pancha
- Lourdes Pérez como Rosali
- Josefina Lopez como Veronica

## Recepção
O filme recebeu críticas positivas, por sua representação realista de uma família mexicano-americana e atuação do elenco. O longa recebeu uma classificação de 83% no Rotten Tomatoes, e um score de 71/100 no Metacritic. Elivis Mitchell, do The New York Times, descreveu o filme como um "melodrama cômico do confronto cultural, efervescente e satisfatório, um prazer para todos que não condescende." Jean Oppenheimer do The Dallas Observer escreveu os pontos fortes de Real Women Have Curves é que não se trata de apenas uma coisa, é sobre muitas coisas, um drama de amadurecimento centrado em um conflito mãe-filha, também explora a experiência do imigrante; a si mesmo, imperfeições e tudo; e a importância da dignidade pessoal." Claudia Puig do USA Today observou "O que sem dúvida ressoará poderosamente é que as mulheres reais têm curvas, a mensagem do filme é que existe beleza em todos formas e tamanhos."
O filme recebeu o Prêmio do Júri Jovem no Festival Internacional de Cinema de San Sebastian, um Humanitas Prize, um Imagen Foundation Awards, e o Reconhecimento Especial do National Board of Review. De acordo com o Sundance Institute, o filme dá voz a jovens mulheres que estão lutando para se amarem e encontrarem respeito nos Estados Unidos.